# Ami Yuasa
Ami Yuasa (japanisch 湯浅 亜実 Yuasa Ami; geboren am 11. Dezember 1998 in Kawaguchi, Saitama, Japan), auch bekannt unter dem Wettbewerbsnamen B-Girl Ami, ist eine japanische Breakdancerin. Sie nahm an den Olympischen Sommerspielen 2024 in Paris teil und gewann die erste olympische Goldmedaille in der Disziplin Breaking.

## Leben und Karriere
Ami Yuasa, eine japanische Breakdancerin, sicherte sich im olympischen Wettkampf der Frauen die Goldmedaille im Breaking. Ami, die bereits 2019 und 2022 den Weltmeistertitel gewonnen hatte, trat im Finale gegen die Weltmeisterin Dominika Banevič mit dem Wettbewerbsnamen B-Girl Nicka aus Litauen an. Ami gewann den finalen Battle deutlich mit 3 zu 0 Runden, wobei das Gesamtergebnis der Richterstimmen 16 zu 11 lautete, was auf einen hart umkämpften Wettbewerb hinweist. Insbesondere die zweite und dritte Runde endeten knapp mit 5:4 zugunsten von Ami.
Laut der Online-Ausgabe von Forbes verfolgt Ami einen sehr traditionellen und vielseitigen Ansatz beim Breakdance: Ihr Repertoire weise kaum oder gar keine Lücken auf, und ihre Haltung sowie Bewegungsformen zeigten deutliche Einflüsse der Breakdancer der 1970er und 80er Jahre.